# Elgin (Nuevo Brunswick)
Elgin es una parroquia canadiense situada en la provincia de Nuevo Brunswick.

## Superficie
Elgin tiene una superficie de 519,54 km².

## Demografía
En 2021, tenía 1064 habitantes, una densidad poblacional de 2 hab./km², y 610 viviendas.